# Татарська Шуриновка
Тата́рська Шу́риновка (рос. Татарская Шуриновка) — селище у складі Вадінського району Пензенської області, Росія.
Населення — 11 осіб (2010; 14 у 2002).
Національний склад станом на 2002 рік:
- татари — 100 %